# Moreno Moser
Moreno Moser (nascido em 25 de dezembro de 1990) é um ciclista profissional italiano que atualmente corre para Garmin-Sharp.

## Palmarés
2011
- Giro del Medio Brenta
- Trofeo Gianfranco Bianchin

2012
- Trofeo Laigueglia
- Grande Prêmio de Francfort
- 3º no Campeonato Italiano de Ciclismo de Estrada
- Volta à Polônia, mais 2 etapas

2013
- Strade Bianche